# 남부 영애

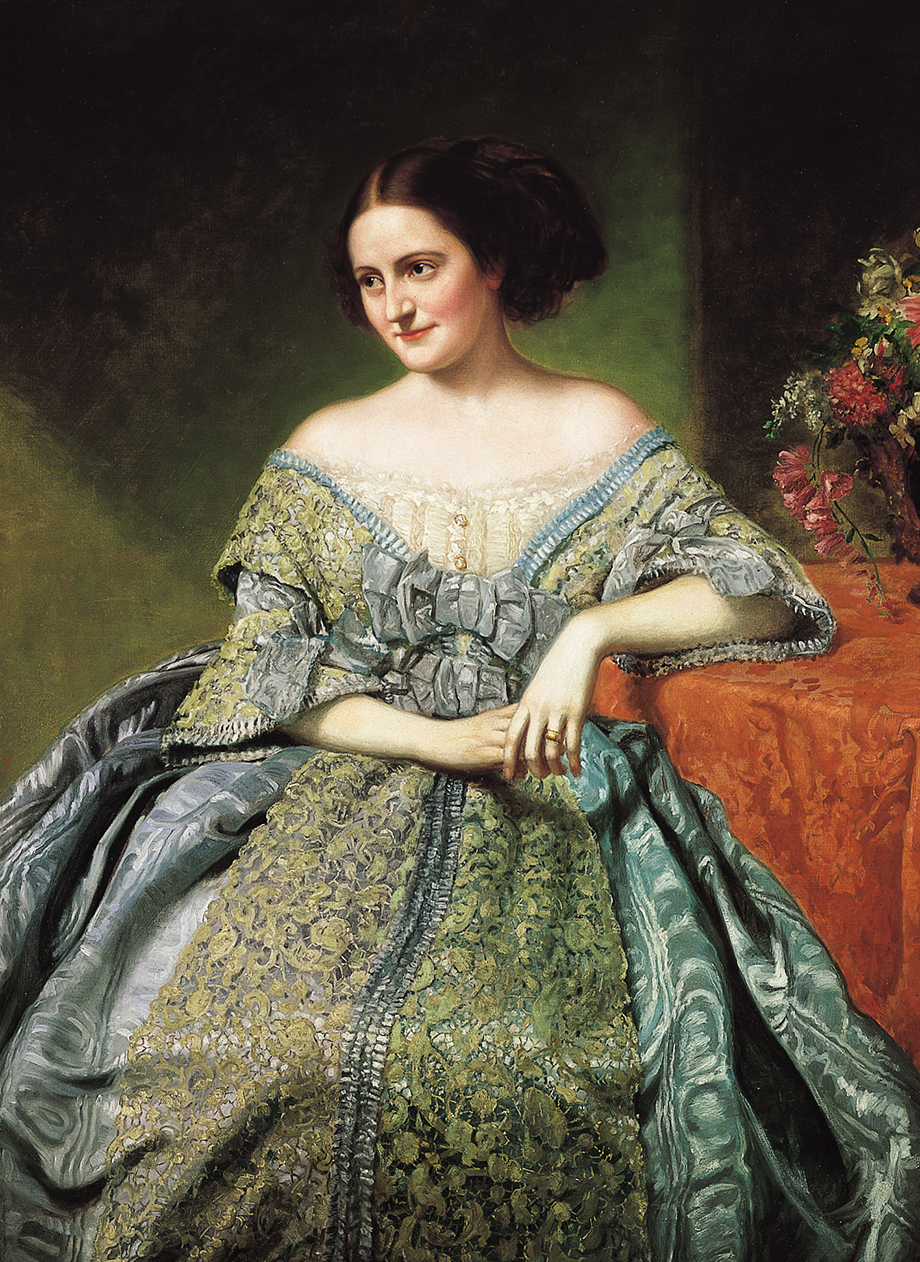
샐리 워드.

남부 영애(영어: Southern belle 서던 벨[*])는 남북전쟁 이전의 전전 남부의 농장주 계급의 데뷔탕트를 가리킨 통칭이다.
후프 스커트, 코르셋, 판탈렛, 챙 넓은 밀짚모자, 장갑 등이 남부 영애를 상징하는 패션 아이템이다. 이 시대에는 살이 탄 것이 노동하는 서민의 증거로 여겨졌기 때문에 양산과 부채 역시 남부 영애를 표상하는 아이템이다. 남부 영애들은 품행방정한 청년과 결혼하여 가족과 공동체에 헌신하는 숙녀로 성장하는 사회적 역할이 기대되었다.
『바람과 함께 사라지다』의 스칼렛 오하라와 멜라니 윌크스가 전형적인 남부 영애 캐릭터들이며, 동시에 이 둘은 남부의 전통적 지주문화가 남북전쟁 패배로 소멸하면서 남부 영애라는 한계를 초월하고자 시도하는 진취적 여성상이기도 하다.

## 같이 보기
- 스칼렛 오하라